# Heinrich Kling
Heinrich Kling (Kassel, 10 settembre 1913 – Lago di Costanza, 30 settembre 1951) è stato un militare tedesco, ufficiale delle Waffen-SS durante la seconda guerra mondiale.